# 秀英体 (汉仪)

秀英體（繁）

秀英體（簡）

秀英體是一款中文美術字體，由字體設計師鄒秀英設計，北京漢儀公司於1998年開發完成，並於1999年在北京首次發表。秀英體橫豎筆畫等粗，是在粗圓體的基礎上經過藝術加工而成。其筆畫兩端呈圓形，點為鷄心形，撇、捺似柳葉形而向上捲起。根據其藝術風格，主要應用在兒童、女性、愛情等領域。

## 版權爭議
鑒於中國字體行業版權保護的缺失，2010年漢儀公司開展了針對本公司字體的維權行動。2011年，昆山笑巴喜嬰幼兒用品有限公司因擅用秀英體作為其商標而被訟至江蘇省南京市中級人民法院，最終被判賠償漢儀公司2.8萬元。這也成為中國法院系統首次對單個漢字作出明確著作權保護的案例。勝訴的漢儀及部分業內人士隨即認為「中文字體產業保護迎來曙光」。而這也引發中國司法界和學界對於計算機字庫知識產權的爭議和討論。

## 使用
中国大陆幼教节目《咿呀咿呀》的歌曲标题卡使用了该字体。